# 佳寶 (太陽眼鏡)
佳寶（法語：Julbo），又譯朱寶或嘉寶，於1888年在法國汝拉省的小鎮莫雷成立，最初由創辦人Sévère Bourgeois為石材切割工人製造護目鏡開始。公司經過多次易手，至1950代年開始製造太陽眼鏡，專門製造適合在冰川上使用款式。在1979年被雷內·博德（René Beaud）接管後，總部遷至隆绍穆瓦。時至今日，公司管理和營運已經分別交予他的兒子克里斯多夫（Christophe）和馬修（Matthieu）。